# Maison Carrée
Maison Carrée i Nîmes i Provence er et romersk tempel, der er et af de bedst bevarede bygningsværker fra Romerriget. Det blev opført mellem 19 f.Kr. og 16 f.Kr. af Marcus Vipsanius Agrippa, som også stod bag Pantheon i Rom. I 4. årh. e.Kr. blev det kirke. Det reddede det fra at blive ødelagt under de plyndringer af hedenske helligdomme, som fandt sted i slutningen af 4. årh. da kristendommen blev Romerrigets eneste tilladte religion.
Templets franske navn stammer fra en gammel term: carré long, der betyder rektangel, og som refererer til bygningens form.

## Historie
Templet blev viet til Agrippas to sønner Gaius og Lucius, der blev adopteret af kejser Augustus, men som døde unge. Efter at have været kirke blev bygningen omdannet til mødesal for bystyret. En overgang blev der opbevaret kanoner i den, og under den Franske revolution var den hestestald og derefter magasin for byarkivet. I 1823 blev bygningen restaureret og omdannet til museum, og de bygninger, som omgav den, blev revet ned. I dag bruges templet til udstillinger.

## Arkitektur
I Provence i Sydfrankrig lå en række kolonier, som var grundlagt af Julius Cæsar, og som blev befolket af veteraner fra hans hære. Området havde derfor nær tilknytning til kejser Augustus og hans familie. De offentlige byggerier i disse kolonier blev bekostet af kejseren selv og havde en kvalitet, der var på højde byggerierne i selve Rom.
Maison Carrée er et flot eksempel på den augustæiske byggestil. Templet blev bygget på et 2,85 m højt podium og dominerede forum i byen, det danner en rektangel, som er 26,42 m x 13,54 m. Indgangspartiet er en dyb portico eller pronaos, som er næsten en tredjedel af bygningens længde. Søjlerne er af korinthisk stil, og arkitraverne over søjlerne har stadig fine udskæringer. En stor dør fører ind til cellaen. Der er ikke spor af udsmykninger i bygningen.
Alle indskrifter, som var af bronze, blev fjernet i middelalderen, men i 1758 lykkedes det den lokale videnskabsmand Jean-François Séguier at rekonstruere teksten ud fra de huller, som bronzebogstaverne efterlod. Teksten lyder: Til Gaius Caesar, søn af Augustus, konsul; til Lucius Caesar, søn af Augustus, designeret konsul; til Ungdommens prinser.
Fra 1988 til 1992 gennemgik templet og det gamle forum, der omgiver det, en omfattende restaurering. Norman Foster fik til opgave at tegne et nyt kunstmuseum over for Maison Carrée, og han skabte en moderne fortolkning af det 2000 år gamle tempel.
Maison Carrée inspirede til den nyklassicistiske kirke La Madeleine i Paris (1807-42) og til Virginia State Capitol i USA.

## Eksterne link
- Officiel hjemmeside Arkiveret 8. marts 2008 hos  Wayback Machine (på engelsk)

43°50′17″N 4°21′22″Ø / 43.83819°N 4.35611°Ø